# Flugplatz Blexen

i7
i11
i13
Der Flugplatz Blexen (ICAO-Code: EDWT) ist ein Sonderlandeplatz im Landkreis Wesermarsch. Er ist für Segelflugzeuge, Motorsegler, Ultraleichtflugzeuge und Motorflugzeuge mit einem Höchstabfluggewicht von bis zu zwei Tonnen zugelassen.

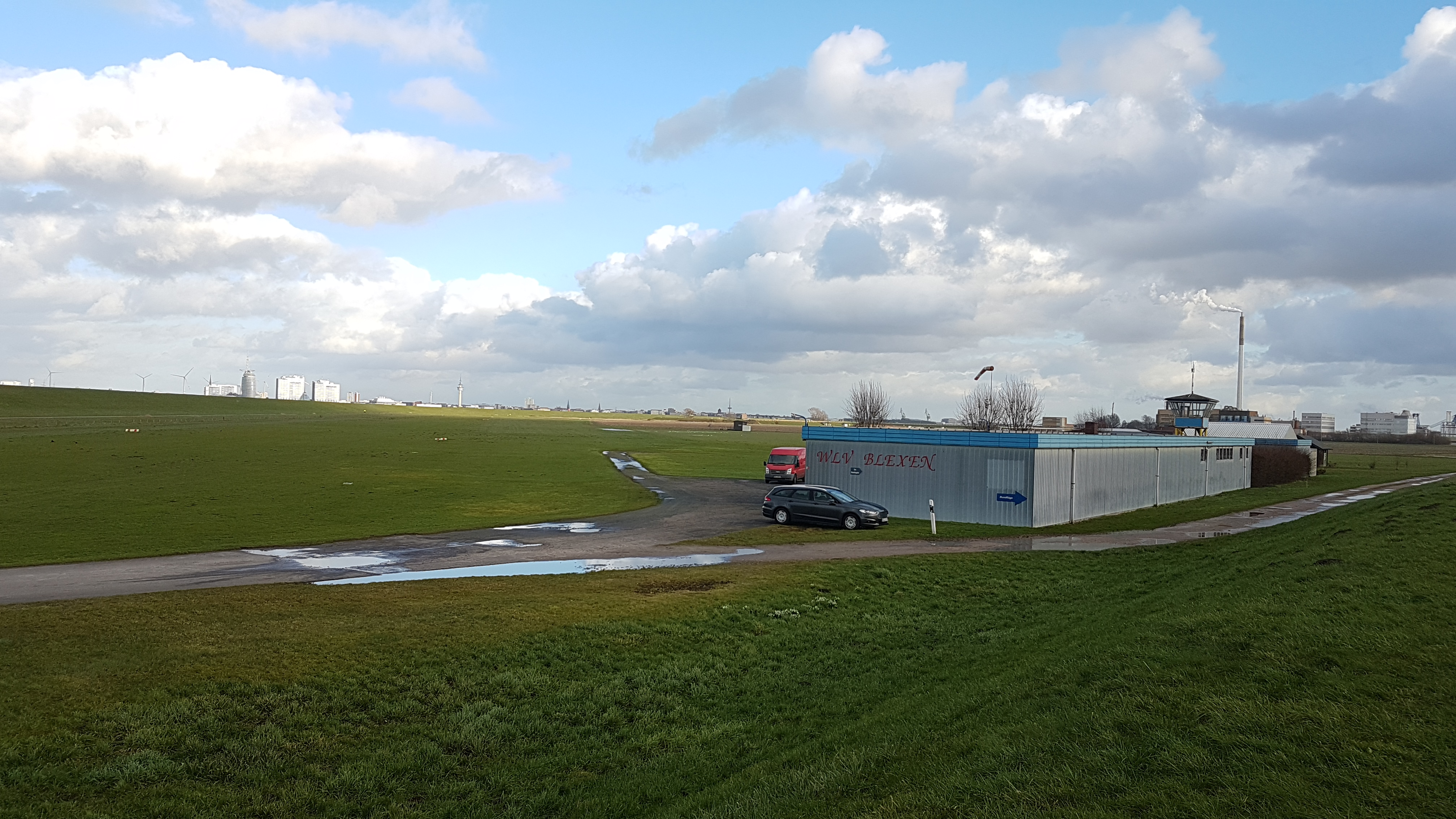
Der Flugplatz Blexen; die Start- und Landebahn beginnt links im Bild